# Der große Gatsby (1949)
Der große Gatsby ist ein US-amerikanisches Filmdrama aus dem Jahr 1949 unter Regie von Elliott Nugent. Es ist die zweite von insgesamt fünf Verfilmungen des 1925 erschienenen Romans Der große Gatsby von F. Scott Fitzgerald.

## Handlung
Zwanzig Jahre nach dem Tod des Geschäftsmannes Jay Gatsby besuchen seine alten Freunde Nick Carraway und Jordan Baker sein Grab. Dort erinnern sie sich an Gatsbys Lebensgeschichte und wie dieser in den 1920er-Jahren unter zwielichtigen Umständen ein Vermögen machte. Am Long Island Sound baut Gatsby eine verschwenderische Villa und wird bekannt für seine aufwendigen Partys, zu denen er auch seinen neuen Nachbarn Nick Carraway einlädt, einen jungen Mann aus dem Mittleren Westen, der in New York als Börsenmakler Fuß fassen will. Über Gatsby gibt es allerlei Gerüchte, wie er zu seinem Wohlstand gekommen ist – offenbar nicht auf ganz legalem Weg, denn er pflegt Kontakte zur New Yorker Unterwelt Gatsby bittet Nick, für ihn ein Treffen mit dessen Cousine Daisy Buchanan zu arrangieren. Daisy lebt mit ihrem Ehemann Tom und ihrer kleinen Tochter auf der anderen Seite der Bucht.
Es stellt sich heraus, dass Gatsby und Daisy eine Beziehung hatten, bevor Gatsby in den Ersten Weltkrieg gezogen ist. Gatsby verfolgt obsessiv den Plan, sie für sich zurückzugewinnen, aus diesem Grund hat er auch die aufwendigen Partys in der Nähe der Buchanans veranstaltet. Daisy fühlt sich unglücklich in ihrer Ehe und ahnt, dass Tom eine Affäre hat – diese führt er mit Myrtle, der Frau des örtlichen Tankstellenbesitzers George Wilson. Auch deshalb erfreut sich Daisy der Avancen Gatsbys und verbringt Zeit in New York mit Gatsby, ihrer Freundin Jordan Baker und Nick. Sie spielt allerdings mit dem Schritt, Tom Buchanan zu verlassen, kann sich aber nicht endgültig dafür entscheiden.
Bei einer Fahrt mit Gatsbys Auto überfährt Daisy versehentlich Myrtle, die ihren Mann verlassen wollte. George Wilson vermutet zunächst, dass sie von Tom vorsätzlich mit dem Auto überfahren wurde. Der klärt das Missverständnis nicht auf. So macht Wilson Gatsby für den Tod seiner Frau verantwortlich und erschießt ihn, als er gerade im Pool der Villa badet. Von Gatsbys vielen angeblichen Freunden besuchen nur Jordan und Nick seine Beerdigung.

## Hintergrund
Bereits 1926, nur ein Jahr nach Veröffentlichung von Fitzgeralds Buch, war die erste Verfilmung seines Romanes in die Kinos gekommen: der heute verschollene Stummfilm The Great Gatsby von Herbert Brenon mit Warner Baxter, Lois Wilson, Neil Hamilton und William Powell. Das Werk des 1940 verstorbenen Fitzgerald war zeitweise recht in Vergessenheit geraten, doch im Verlaufe der 1940er-Jahre erlebte es eine langsame Wiederentdeckung. Allerdings war das Buch zum Zeitpunkt dieser Verfilmung noch kein Literaturklassiker, was man dem Film auch anmerkt. Laut Produzent und Drehbuchautor Richard Maibaum habe sein Kinofilm – wie ihm beispielsweise der Autor Charles Brackett versichert habe – einen wichtigen Beitrag zur Wiederentdeckung von Fitzgeralds Werk geleistet. Die Verfilmung war nach ihrer Veröffentlichung beliebt an den Kinokassen, obwohl die Kritiken nur durchwachsen ausfielen.
Nugents Verfilmung hat nicht die Aura einer Literaturverfilmung und geht oft frei mit Fitzgeralds Vorlage um. An vielen Stellen wirkt der Streifen vom Film noir geprägt, so wird den kriminellen Machenschaften Gatsbys mehr Raum als im Buch gegeben, während viele kleinere Aspekte vernachlässigt oder verändert wurden. Beispielsweise findet die Liebesgeschichte zwischen Nick und Jordan in diesem Film ein gutes Ende, was im Roman nicht der Fall ist, außerdem äußert Nick anders als im Buch über die sich anbahnende außereheliche Beziehung von Gatsby und Daisy seine Empörung. Einige der Änderungen gingen offenbar auch auf den Einfluss des zwischen 1934 und 1968 bestehenden Hays Code zurück, der die Sittlichkeit amerikanischen Filmen wahren sollte. Durch den Einfluss der Zensoren macht Nick einige moralisierende Beobachtungen zu Filmanfang, außerdem machten die Zensoren zur Bedingung, keine Nostalgie auf das ihnen als unmoralisch geltende Jazz age der Goldenen Zwanziger auszulösen. Dadurch wirken Kostüme und Einrichtungen manchmal eher aus den 1940er- als aus den 1920er-Jahren. Laut Maibaum war der Name Fitzgerald dem obersten Zensoren Joseph Breen schon daher ein Dorn im Auge, da Fitzgerald 1938 ein Drehbuch namens Infidelity über einen Ehebruch bei ihm eingereicht hatte, das Breen untersagte und daraufhin nie verwirklicht wurde.
Ursprünglich war John Farrow als Regisseur vorgesehen, er und Maibaum waren sich aber über die Besetzung uneinig: Farrow wollte für die Rolle der Daisy Gene Tierney, die damals als eine der schönsten und faszinierendsten Darstellerinnen Hollywoods galt, während Maibaum mit Betty Field eine renommierte Schauspielerin bevorzugte, die nach seiner Ansicht die Figur in ihrer Tiefe besser als Tierney erfassen konnte. Am Ende setzte sich Maibaum durch und Farrow verließ das Projekt. Am Ende waren die Meinungen der Kritiker über Field als Daisy so gespalten wie die zwischen Farrow und Maibaum. Tyrone Power, der ursprünglich als Gatsby eingeplant war, verließ das Projekt, nachdem Tierney die Rolle verloren hatte. Alan Ladd wurde für die Rolle des Gatsby verpflichtet, obwohl der Krimi- und Westerndarsteller sich skeptisch zeigte, ob er schauspielerisch der Rolle des Gatsby gewachsen war – am Ende erhielt er aber allgemein sehr gute Kritiken. Howard Da Silva, der hier als Tankstellenbetreiber Wilson zu sehen ist, wirkte 25 Jahre später an der dritten Gatsby-Verfilmung (mit Robert Redford und Mia Farrow) in einer Nebenrolle als Gangster Meyer Wolfsheim mit.
Die 1949er-Verfilmung von Der große Gatsby ist heute weitgehend unbekannt, da sie aufgrund von Urheberrechtsproblemen kaum ausgestrahlt wurde und nur über Umwege erhältlich war. 2023 wurde der Film nach einer Restaurierung schließlich u. a. auf Blu-Ray in den Vereinigten Staaten zugänglich gemacht.

## Kritiken
Bosley Crowther in der New York Times vom 14. Juli 1949 sah Der große Gatsby als Filmvehikel für Alan Ladd, der hier wieder eine seiner üblichen Gangsterdarstellungen bieten würde. Viele der „tragischen Implikationen und bitteren Ironien von Mr. Fitzgerald“ seien dafür vernachlässigt worden. Einige Aspekte, die die Geschichte im Roman so lebendig gemacht hätten – beispielsweise das Zeitkolorit der 1920er-Jahre –, seien im „schwachen Drehbuch“ ausgelassen worden. Auch Variety sah die Schwäche im Drehbuch, in welchem die Figuren „flach“ wirken würden. Gleichzeitig biete Alan Ladd aber eine fähige Darstellung in der Titelrolle.
Leonard Maltin vergab dem Film zweieinhalb von vier Sternen, es sei eine „fehlgeleitete Adaption“ von Fitzgeralds Buch, die zu gesprächig und buchstabengetreu geraten sei. Während Ladd in der Titelrolle „ziemlich gut“ sei, wirke Betty Fields Darstellung als Daisy „seltsam launisch“.
Der US-Literaturkritiker Levi Asher ist der Meinung, dass der 1949er-Gatsby kein herausragender Film ist und Fitzgeralds Werk mitunter untreu werde. Doch könne man durch den Film verstehen, wie das Standing des Schriftstellers Fitzgeralds in der Zeit seiner schrittweisen Wiederentdeckung war. Die Partyszenen seien äußerst bescheiden, aber dafür bewege sich die Handlung schnell und folge nach dem ersten Szenen durchaus dem Buch. Im Gegensatz zu Fitzgeralds Buch sei diese Verfilmung eine „Moralgeschichte, aber die Lektion ist nicht so sehr über die Liebe als über das Verbrechen, und über die Torheit, über seine sozialen Stellung zu streben.“